# Colletes productus
Colletes productus là một loài Hymenoptera trong họ Colletidae. Loài này được Robertson mô tả khoa học năm 1891.